# Hiéroglyphe égyptien O36
Pour les articles homonymes, voir Mur (homonymie).
Le mur, en hiéroglyphes égyptiens, est classifié dans la section O « Bâtiments, parties de bâtiments etc. » de la liste de Gardiner ; il y est noté O36.

## Représentation
Il représentait probablement originellement un monument cultuelle ou funéraire comme un mastaba ou une enceinte funéraire. Il peut occasionnellement être représenté couché. Il est translittéré jnb.

## Utilisation
| O36 | / | i | K1 · n | b | O36 |

| O36 | / | i | K1 · n | b | O36 |

C'est un déterminatif du champ lexical des mur.
| O37 |

| O37 |

## Exemples de mots
| s | b | t · y | O36 |

| s | b | t · y | O36 |

| s | Aa17 | A&t | O36 |

| s | Aa17 | A&t | O36 |

| z · n | b | O36 | D54 |

| z · n | b | O36 | D54 |